# 241153 Omegagigia
241153 Omegagigia este o planetă minoră (asteroid) din centura de asteroizi. A fost descoperită pe 8 septembrie 2007 la Observatorio de La Cañada⁠(d) de Juan Lacruz⁠(d). 
Obiectul prezintă o orbită caracterizată de o semiaxă mare de 2,2906449906284 UAi, o excentricitate de 0,17712576784573, o înclinație de 6,6708202763688 ° în raport cu ecliptica.